# 61号美国国道
61号美国国道（英語：U.S. Route 61）是一条南北方向的美国国道。该公路连接了路易斯安那州新奥尔良和明尼苏达州奇萨戈县，全长1,406.86英里。